# Alfaroa mexicana
Alfaroa mexicana är en valnötsväxtart som beskrevs av D. E. Stone. Alfaroa mexicana ingår i släktet Alfaroa och familjen valnötsväxter. Inga underarter finns listade i Catalogue of Life.
IUCN noterade 1998 att arten är sällsynt och samtidig listades Alfaroa mexicana som sårbar (VU).
Populationer av trädet är kända i södra Mexiko, Guatemala och Costa Rica.